# 大叶鹅掌柴
大叶鹅掌柴（学名：Schefflera macrophylla）为五加科南鹅掌柴属的植物，是中国的特有植物。分布在中国大陆的云南等地，生长于海拔1,900米至2,000米的地区，多生于山谷密林中，目前尚未由人工引种栽培。